# قاعدة الإسكندرية للعمليات الأمامية
قاعدة العمليات الأمامية الإسكندرية (بالإنجليزية : Forward Operations Base Iskandariyah) أو FOB Iskandariyah، كانت قاعدة عمليات أمامية عسكرية أمريكية تقع على أراضي محطة كهرباء المسيب وعلى ضفاف نهر الفرات، بين مدينتي الإسكندرية والمسيب، محافظة بابل، العراق من عام 2003 إلى عام 2009.

## التأسيس
أُنشِئَت قاعدة العمليات الأمامية (FOB) الإسكندرية لأول مرة باسم قاعدة العمليات الأمامية تشوسين من قبل الكتيبة الأولى، فوج المشاة 32، اللواء الأول، الفرقة الجبلية العاشرة في عام 2003 أثناء عملية تحرير العراق الأولى. هبطت الكتيبة الأولى من فوج المشاة 32 (1-32IN) لأول مرة على أراضي محطة كهرباء المسيب في سبتمبر 2003. تحرك قافلة برية بعد أن شقت طريقها عبر المناطق الجنوبية من العراق. بعد نقل بقية الكتيبة جواً، انتقلت بالكامل إلى قذائف المستودعات القديمة. سيعيشون هناك لأسابيع. مع مرور الوقت، واصلت "كتيبة تشوسين" إجراء عمليات قتالية من محطة الطاقة. اُتَّصِل بكل من السكان المحليين والعدو. بمرور الوقت، شُيِّدَ المزيد من الهياكل المتحضرة (خيام قماشية ذات إطارات خشبية، ودشات من الخشب الرقائقي، وما إلى ذلك). واصل جنود "كوينز أون" قتال المعارضة في منطقة العمليات المحيطة حتى استدعاهم مشاة البحرية الأمريكية للمساعدة في الشمال في الرمادي. وتألفت هذه المنشأة إلى حد كبير من الخيام وغيرها من الهياكل ذات الطبيعة المؤقتة. وخلال هذه الفترة، أنشأت فرقة المشاة الأولى والثلاثين أيضًا مرافق لكتيبة الحرس الوطني العراقي رقم 507. وسُلمت مسؤولية جميع هذه المرافق إلى الكتيبة الأولى، فوج المشاة السادس، اللواء الثاني، الفرقة المدرعة الأولى لفترة وجيزة، بينما نُشِرَت فرقة المشاة الأولى والثلاثين في معسكر الحبانية بالقرب من الفلوجة في أبريل 2004 قبل العودة في يونيو من نفس العام. وظلت فرقة المشاة الأولى والثلاثين في قاعدة العمليات الأمامية تشوسين حتى سُلِّمَت المرافق إلى مقر وحدة المشاة البحرية الرابعة والعشرين في أواخر عام 2004. وفُكِّكَت جميع المرافق جزئيًا بعد انتهاء فترة عمل وحدة المشاة البحرية الرابعة والعشرين. لا يزال هناك أثر واحد متبقي من التسمية السابقة والذي نُقِلَ باسم منطقة الإنزال تشوسين عندما أصبحت المنشأة تعرف باسم قاعدة العمليات الأمامية الإسكندرية.

## إعادة تأسيسها كقاعدة العمليات الأمامية الإسكندرية
باعتبارها موقعًا لمركز رئيسي لإنتاج الطاقة لمنطقة بغداد الكبرى، فقد اعتُبرت المنشأة حيوية لاستمرار العمليات الأمنية من قبل الجيش الأمريكي وقوات الأمن العراقية. كما وفر الموقع أيضًا نقطة منتصف لحركة المرور بين بغداد وكربلاء. لذلك، أُنشِئ مستأجر دائم مع الكتيبة الأولى، فوج المشاة 155، فريق اللواء القتالي الثقيل 155 التابع للحرس الوطني في ولاية ميسيسيبي خلال عملية حرية العراق الثالثة، التي بدأت في عام 2005. وتبع ذلك عملية حرية العراق الرابعة في أواخر عام 2005 بنقل السلطة إلى الكتيبة الأولى، فوج المدرعات 67 من فريق اللواء القتالي الثاني، فرقة المشاة الرابعة. أُنشِئَت منشأة قريبة للكتيبة الثانية، اللواء الرابع، الفرقة الثامنة (الجيش العراقي) بجوارها مباشرة حيث قامت القوات العراقية بزيادة المشاركة المنظمة في العمليات الأمنية المحلية. عُيِّنَ فريق انتقال عسكري تابع للجيش الأمريكي في هذه المنشأة للإشراف على التدريب وتنسيق العمليات المشتركة وتسهيل الموارد العسكرية الأمريكية الإضافية. ساهمت الكتيبة الأولى، فوج المدرعات 67 (1-67th AR) في تحسينات كبيرة في جودة المرافق المعيشية وتدابير الأمن التي تحمي قاعدة العمليات الأمامية. في أواخر عام 2006، نُقِلَت السلطة بدورها إلى الكتيبة الأولى، فوج المشاة 501 (المحمول جواً) من فريق اللواء القتالي الرابع (المحمول جواً)، فرقة المشاة 25 كجزء من عملية تحرير العراق الخامسة. تزامن هذا التناوب مع زيادة قوات حرب العراق عام 2007 وأول تعاون مع السنة الذي شُكِّل فيما كان يُعرف محليًا آنذاك باسم برنامج المواطنين المعنيين (CCP)، وهو جزء من حركة أبناء العراق الأوسع. شهدت قاعدة العمليات الأمامية الإسكندرية أيضًا زيادة كبيرة في القوات حيث توسعت 1-501st IN (ABN) لتصبح قوة مهام كتيبة موسعة. استمر تحسين المنشأة، بالإضافة إلى التعاون مع السلطات المدنية لصيانة وزيادة طاقة كلٍّ من محطة الطاقة المشتركة ومنشأة غاز قريبة قيد الإنشاء. وقد انخفضت الهجمات على المنشأة خلال الفترة التي أعقبت تكثيف الجهود الأمنية من قِبل القوات الأمريكية والعراقية.

## آخر وحدة عسكرية أمريكية مستأجرة وإغلاقها
بعد جولة ممتدة لمدة 15 شهرًا، نقلت الكتيبة 1-501 من المحاربين القدامى (ABN) قاعدة العمليات الأمامية إلى سلطة الكتيبة الثالثة، فوج المشاة السابع من فريق اللواء القتالي الرابع، فرقة المشاة الثالثة. تميزت فترة ولايتهم خلال عملية تحرير العراق السادسة بانخفاض مستمر في عنف المتمردين كما شوهد طوال عام الحملة 2008 وشكل عاملاً في التصميم النهائي على إعادة السيطرة على الجهود الأمنية والسلطة الحكومية إلى سلطات محافظة بابل. كما خلقت عودة السيطرة الإقليمية ظروفًا مواتية لإغلاق قاعدة العمليات الأمامية الإسكندرية في أواخر عام 2008. في عام 2009، بدأ خلفاء الكتيبة 3-7 من المحاربين القدامى، HHC (-) الكتيبة الأولى، فوج المشاة الثاني، لواء المشاة 172، العملية اللازمة لإغلاق المنشآت الأمريكية في المنشأة وتسليم قاعدة العمليات الأمامية للسيطرة العراقية. في 22 فبراير 2009، أعاد اللواء 172 للمشاة القاعدة الأمامية رسميًا إلى السيطرة العراقية.

## المنظمات العسكرية المستأجرة
كقاعدة عمليات متقدمة مختارة
- الكتيبة الأولى، فوج المشاة الثاني والثلاثون، اللواء الأول، الفرقة الجبلية العاشرة (ملحقة بفريق القتال للواء الثالث (المحمول جواً)، الفرقة المحمولة جواً الثانية والثمانين) (2003-2004)
- الكتيبة الأولى، فوج المشاة السادس، اللواء الثاني، الفرقة المدرعة الأولى (2004)
- الكتيبة الأولى، فوج المشاة الثاني والثلاثين، اللواء الأول، الفرقة الجبلية العاشرة (ملحقة بفريق القتال الفوجي الأول، الفرقة البحرية الأولى) (2004)
- المقر الرئيسي للوحدة البحرية الاستكشافية الرابعة والعشرين (2004)

كقاعدة العمليات الأمامية بالإسكندرية
- الكتيبة الأولى، الفوج البحري الثاني (فريق إنزال الكتيبة 1-2)، وحدة المشاة البحرية الاستكشافية الرابعة والعشرون (2004-2005)[9]
- الكتيبة الأولى، فوج المشاة 155، فريق القتال للواء 155، الحرس الوطني في ولاية ميسيسيبي (2005)
- الكتيبة الأولى، فوج المدرعات 67، فريق القتال باللواء الثاني، فرقة المشاة الرابعة (2005-2006)
- الكتيبة الثانية، اللواء الرابع، الفرقة الثامنة (الجيش العراقي) في نفس الموقع (2006 حتى الآن)
- الفصيلة الثالثة، سرية الشرطة العسكرية 988 (2006)
- الكتيبة الأولى، فوج المشاة 501 (المحمول جواً)، فريق القتال باللواء الرابع (المحمول جواً)، فرقة المشاة الخامسة والعشرون (2006-2007)
- الفرقة الأولى، الفرقة الثالثة، الفصيلة الثانية، سرية الشرطة العسكرية 127 (2006-2008)
- الفصيلة الثالثة، سرية الشرطة العسكرية 127 (2006-2008)
- الكتيبة الثالثة، فوج المشاة السابع، فريق القتال باللواء الرابع، فرقة المشاة الثالثة (2007-2008)
- فريق بلاك شيب، فريق التخلص من الذخائر المتفجرة من فرقة التخلص من الذخائر المتفجرة رقم 760. (قبل أن يُعثر على قائدهم وهو ينام مع كل فريق من فرق ODA في مسرح العمليات.)
- تولى المقر وشركة المقر، فرقة المشاة الأولى، فوج المشاة الثامن عشر (1-18)، السيطرة على قاعدة العمليات الأمامية إسكان في 1/3/2009. ثم غُيِّر علم 1-18 إلى الكتيبة الأولى من فوج المشاة الثاني، لواء المشاة 172.[10]
- HHC (-) الكتيبة الأولى، فوج المشاة الثاني، لواء المشاة 172 (2009 - الإغلاق)